# Turdus amaurochalinus
Turdus amaurochalinus là một loài chim trong họ Turdidae.